# AFL - Division II 2024
La AFL Division II 2024 è la 20ª edizione del campionato di football americano di terzo livello, organizzato dalla AFBÖ.
Era prevista anche la partecipazione dei BSK Ravens, che si sono però ritirati prima dell'inizio del campionato.

## Squadre partecipanti
| Club                  | Città               | Stadio | Sponsor ufficiale | Risultato nella stagione 2023 |
| --------------------- | ------------------- | ------ | ----------------- | ----------------------------- |
| ( BSK Ravens)         | Bischofshofen       |        |                   |                               |
| Carnuntum Legionaries | Bruck an der Leitha |        |                   |                               |
| Danube Dragons 2      | Vienna              |        |                   |                               |
| Ebenfurth Mustangs    | Ebenfurth           |        |                   |                               |
| Gladiators Ried       | Ried im Innkreis    |        |                   |                               |
| Gmunden Rams          | Gmunden             |        |                   |                               |
| Huskies Wels          | Wels                |        |                   |                               |
| Schönfeld Blue Hawks  | Schönfeld           |        |                   |                               |
| Schwaz Hammers        | Schwaz              |        |                   |                               |
| Upper Styrian Rhinos  | Kapfenberg          |        |                   |                               |
| Vienna Vikings 2      | Vienna              |        |                   |                               |
| Weinviertel Spartans  | Mistelbach          |        |                   |                               |

## Stagione regolare

### Calendario

#### 1ª giornata
| Ried im Innkreis 6 aprile 2024, ore 14:00 | Gladiators Ried | 24 – 17 (7-0 7-14 0-3 10-0) referto | Upper Styrian Rhinos | Colosseum Noricum (900 spett.) |

| Schwaz 6 aprile 2024, ore 15:00 | Schwaz Hammers | 34 – 12 (0-6 17-0 8-0 9-6) referto | Gmunden Rams | Silberstadt Arena |

| Schwadorf 6 aprile 2024, ore 15:30 | Carnuntum Legionaries | 0 – 15 (0-0 0-2 0-6 0-7) referto | Schönfeld Blue Hawks | Richard-Gebert-Sportanlage |

| Vienna 6 aprile 2024, ore 17:00 | Vienna Vikings 2 | 48 – 15 (7-0 21-3 13-6 7-6) referto | Weinviertel Spartans | Sportzentrum Ravelin |

| Bischofshofen 7 aprile 2024, ore 15:00 | BSK Ravens | 0 – 35 (a tavolino) referto | Huskies Wels | BSK-1933 |

| Ebenfurth 7 aprile 2024, ore 15:00 | Danube Dragons 2 | 14 – 28 (0-0 0-14 7-0 7-14) referto | Ebenfurth Mustangs | Mustangs Ranch |

#### 2ª giornata
| Ebenfurth 13 aprile 2024, ore 15:00 | Ebenfurth Mustangs | 11 – 25 (8-7 3-6 0-6 0-6) referto | Danube Dragons 2 | Mustangs Ranch |

| Wels 13 aprile 2023, ore 16:00 | Huskies Wels | 35 – 0 (a tavolino) referto | BSK Ravens | Mauth Stadion |

| Gmunden 13 aprile 2024, ore 17:00 | Gmunden Rams | 14 – 21 (6-0 8-14 0-0 0-7) referto | Gladiators Ried | SEP-Arena |

| Oberaich 14 aprile 2024, ore 14:00 | Upper Styrian Rhinos | 21 – 20 (6-0 0-6 0-14 15-0) referto | Schwaz Hammers | SV Oberaich |

| Schönfeld 14 aprile 2023, ore 15:00 | Schönfeld Blue Hawks | 7 – 26 (0-6 0-0 7-7 0-13) referto | Weinviertel Spartans | Tausendblum-Arena |

| Schwadorf 14 aprile 2024, ore 15:00 | Carnuntum Legionaries | 0 – 40 [0-20 0-13 0-7 0-0 referto] | Vienna Vikings 2 | Richard-Gebert-Sportanlage |

#### 3ª giornata
| Ried im Innkreis 20 aprile 2024, ore 14:00 | Gladiators Ried | 35 – 0 (a tavolino) referto | BSK Ravens | Colosseum Noricum |

| Oberaich 20 aprile 2024, ore 15:00 | Upper Styrian Rhinos | 18 – 8 (6-0 0-0 6-0 6-8) referto | Gmunden Rams | SV Oberaich |

| Schwaz 20 aprile 2024, ore 16:00 | Schwaz Hammers | 0 – 21 (0-0 0-14 0-0 0-7) referto | Huskies Wels | Silberstadt Arena |

| Maria Enzersdorf 21 aprile 2024, ore 15:00 | Danube Dragons 2 | 34 – 13 (13-0 14-7 7-3 0-3) referto | Carnuntum Legionaries | BSFZ Südstadt |

| Mistelbach 21 aprile 2024, ore 16:00 | Weinviertel Spartans | 25 – 14 (6-0 7-7 12-7 0-0) referto | Ebenfurth Mustangs | WeiSwo Field |

#### 4ª giornata
| Vienna 4 maggio 2024, ore 13:00 | Vienna Vikings 2 | 47 – 16 (7-3 14-6 14-7 12-0) referto | Danube Dragons 2 | Footballzentrum Ravelin |

#### 5ª giornata
| Ried im Innkreis 11 maggio 2024, ore 14:00 | Gladiators Ried | 34 – 14 (0-7 19-0 8-7 7-0) referto | Gmunden Rams | Colosseum Noricum |

| Schwadorf 11 maggio 2024, ore 15:00 | Carnuntum Legionaries | 0 – 35 (0-7 0-6 0-8 0-14) referto | Danube Dragons 2 | Richard-Gebert-Sportanlage |

| Mistelbach 11 maggio 2024, ore 16:00 | Weinviertel Spartans | 6 – 27 (6-7 0-7 0-0 0-13) referto | Schönfeld Blue Hawks | WeiSwo Field |

| Wels 11 maggio 2024, ore 16:00 | Huskies Wels | 32 – 7 (7-0 18-7 0-0 7-0) referto | Schwaz Hammers | Mauth Stadion |

| Bischofshofen 12 maggio 2024, ore 15:00 | BSK Ravens | 0 – 35 (a tavolino) referto | Upper Styrian Rhinos | BSK-1933 |

| Vienna 12 maggio 2024, ore 16:00 | Vienna Vikings 2 | 39 – 0 (14-0 12-0 13-0 0-0) referto | Ebenfurth Mustangs | Footballzentrum Ravelin |

#### 6ª giornata
| Ried im Innkreis 25 maggio 2024, ore 14:00 | Gladiators Ried | 15 – 12 (7-3 0-9 0-0 8-0) referto | Huskies Wels | Colosseum Noricum |

| Ebenfurth 25 maggio 2024, ore 15:00 | Ebenfurth Mustangs | 24 – 7 (7-0 7-7 0-0 10-0) referto | Schönfeld Blue Hawks | Mustangs Ranch |

| Bischofshofen 25 maggio 2024, ore 15:00 | BSK Ravens | 0 – 35 (a tavolino) referto | Schwaz Hammers | BSK-1933 |

| Gmunden 25 maggio 2024, ore 17:00 | Gmunden Rams | 28 – 14 (14-7 0-0 7-0 7-7) referto | Upper Styrian Rhinos | SEP-Arena |

| Maria Enzersdorf 26 maggio 2024, ore 12:00 | Danube Dragons 2 | 16 – 19 (2-0 0-6 14-0 0-13) referto | Weinviertel Spartans | BSFZ Südstadt |

| Vienna 26 maggio 2024, ore 13:00 | Vienna Vikings 2 | 34 – 7 (10-0 0-7 17-0 7-0) referto | Carnuntum Legionaries | Footballzentrum Ravelin |

#### 7ª giornata
| Oberaich 1º giugno 2024, ore 15:00 | Upper Styrian Rhinos | 35 – 0 (a tavolino) referto | BSK Ravens | SV Oberaich |

| Wels 1º giugno 2024, ore 16:00 | Huskies Wels | 14 – 7 (0-0 0-0 6-7 8-0) referto | Gmunden Rams | Mauth Stadion |

| Ebenfurth 2 giugno 2024, ore 15:00 | Ebenfurth Mustangs | 13 – 9 (6-2 0-7 7-0 0-0) referto | Carnuntum Legionaries | Mustangs Ranch |

| Schönfeld 2 giugno 2024, ore 15:00 | Schönfeld Blue Hawks | 30 – 20 (7-0 14-14 0-0 9-6) referto | Danube Dragons 2 | Tausendblum-Arena |

| Mistelbach 2 giugno 2024, ore 16:00 | Weinviertel Spartans | 22 – 14 (9-0 6-0 7-7 0-7) referto | Vienna Vikings 2 | WeiSwo Field |

#### 8ª giornata
| Ebenfurth 8 giugno 2024, ore 15:00 | Ebenfurth Mustangs | 17 – 14 (10-7 7-0 0-7 0-0) referto | Vienna Vikings 2 | Mustangs Ranch |

#### Recuperi 1
| Schwaz 16 giugno 2024, ore 14:00 | Schwaz Hammers | 7 – 21 (7-7 0-7 0-0 0-7) referto | Gladiators Ried | Silberstadt Arena |

| Schönfeld 16 giugno 2024, ore 15:00 | Schönfeld Blue Hawks | 0 – 35 (0-9 0-16 0-7 0-3) referto | Vienna Vikings 2 | Tausendblum-Arena |

#### 9ª giornata
| Schwadorf 22 giugno 2024, ore 15:00 | Carnuntum Legionaries | 2 – 9 (0-0 0-6 0-3 2-0) referto | Weinviertel Spartans | Richard-Gebert-Sportanlage |

| Wels 22 giugno 2023, ore 16:00 | Huskies Wels | 24 – 22 (7-0 14-0 0-7 3-15) referto | Gladiators Ried | Mauth Stadion |

| Schwaz 22 giugno 2024, ore 19:00 | Schwaz Hammers | 38 – 6 (0-6 10-0 21-0 7-0) referto | Upper Styrian Rhinos | Silberstadt Arena |

| Maria Enzersdorf 23 giugno 2024, ore 15:00 | Danube Dragons 2 | 39 – 7 referto | Schönfeld Blue Hawks | BSFZ Südstadt |

| Gmunden 23 giugno 2024, ore 17:00 | Gmunden Rams | 35 – 0 (a tavolino) referto | BSK Ravens | SEP-Arena |

#### 10ª giornata
| Oberaich 29 giugno 2024, ore 15:00 | Upper Styrian Rhinos | – | Huskies Wels | SV Oberaich |

| Mistelbach 29 giugno 2023, ore 16:00 | Weinviertel Spartans | – | Carnuntum Legionaries | WeiSwo Field |

| Gmunden 29 giugno 2024, ore 17:00 | Gmunden Rams | – | Schwaz Hammers | SEP-Arena |

| Schönfeld 29 giugno 2024, ore 19:00 | Schönfeld Blue Hawks | – | Ebenfurth Mustangs | Tausendblum-Arena |

| Bischofshofen 30 giugno 2024, ore 15:00 | BSK Ravens | 0 – 35 (a tavolino) referto | Gladiators Ried | BSK-1933 |

### Classifica
La classifica della regular season è la seguente:
- PCT = percentuale di vittorie, G = partite giocate, V = partite vinte,  P = partite perse, PF = punti fatti, PS = punti subiti

#### Conference A
La classifica comprende già l'incontro annullato Ravens-Gladiators.
| Pos. | Squadra              | PCT  | G | V | N | P | PF  | PS  |
| ---- | -------------------- | ---- | - | - | - | - | --- | --- |
| 1    | Gladiators Ried      | .857 | 8 | 7 | 0 | 1 | 192 | 76  |
| 2    | Huskies Wels         | .857 | 7 | 6 | 0 | 1 | 173 | 51  |
| 3    | Upper Styrian Rhinos | .571 | 7 | 4 | 0 | 3 | 146 | 118 |
| 4    | Schwaz Hammers       | .429 | 7 | 3 | 0 | 4 | 141 | 113 |
| 5    | Gmunden Rams         | .286 | 7 | 2 | 0 | 5 | 118 | 135 |
| -    | BSK Ravens           | -    | 8 | 0 | 0 | 8 | 0   | 280 |

#### Conference B
| Pos. | Squadra               | PCT  | G | V | N | P | PF  | PS  |
| ---- | --------------------- | ---- | - | - | - | - | --- | --- |
| 1    | Vienna Vikings 2      | .750 | 8 | 6 | 0 | 2 | 271 | 77  |
| 2    | Weinviertel Spartans  | .714 | 7 | 5 | 0 | 2 | 122 | 128 |
| 3    | Ebenfurth Mustangs    | .571 | 7 | 4 | 0 | 3 | 107 | 133 |
| 4    | Danube Dragons 2      | .500 | 8 | 4 | 0 | 4 | 199 | 155 |
| 5    | Schönfeld Blue Hawks  | .429 | 7 | 3 | 0 | 4 | 93  | 160 |
| 6    | Carnuntum Legionaries | .000 | 7 | 0 | 0 | 7 | 31  | 180 |

## Playoff

### Tabellone
|  | Semifinali | Semifinali | Semifinali |  |  | XVI Iron Bowl | XVI Iron Bowl | XVI Iron Bowl |  |
|  |            |            |            |  |  |               |               |               |  |
|  | 1A         | TBD        |            |  |  |               |               |               |  |
|  | 1A         | TBD        |            |  |  |               |               |               |  |
|  | 2B         | TBD        |            |  |  |               |               |               |  |
|  | 2B         | TBD        | TBD        |  |  |               |               |               |  |
|  |            |            |            |  |  |               |               |               |  |
|  |            |            | TBD        |  |  |               |               |               |  |
|  | 1B         | TBD        |            |  |  |               |               |               |  |
|  | 1B         | TBD        |            |  |  |               |               |               |  |
|  | 2A         | TBD        |            |  |  |               |               |               |  |

### Semifinali
| 2024 | TBD | – | TBD |  |

| 2024 | TBD | – | TBD |  |

### XVI Iron Bowl
| 2024 | TBD | – | TBD |  |

## Verdetti
- TBD Vincitori dell'AFL Division II 2024